# Musée du Jazz de Gênes
Pour les articles homonymes, voir Musée (homonymie), Jazz (homonymie) et Gênes (homonymie).
Le musée institut du Jazz de Gênes (Museo del jazz - Italian Jazz Institute, en italien) est un musée du jazz et du blues de l'an 2000, du Palazzo Ducale de Gênes, en Ligurie en Italie. 

## Historique
Au début de l'histoire du jazz et de l'Ère du Jazz des années 1920, les premiers groupes de musiciens de jazz américains de La Nouvelle-Orléans en Louisiane, débarquent en Italie d'entre-deux-guerres par le port de Gênes (plus important port maritime du pays). Les premiers clubs de jazz italiens sont fondés dans cette importante ville balnéaire de bord de mer, qui devient un des hauts lieux historiques du jazz italien de l'ère du jazz.

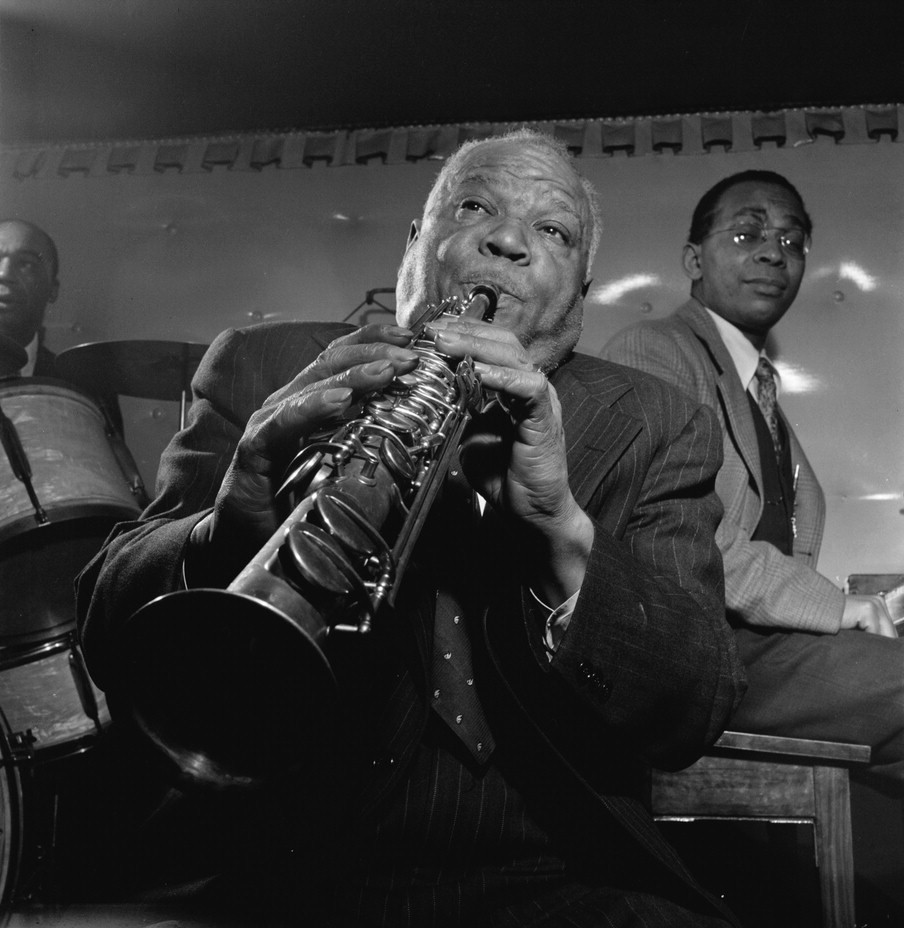
Sidney Bechet
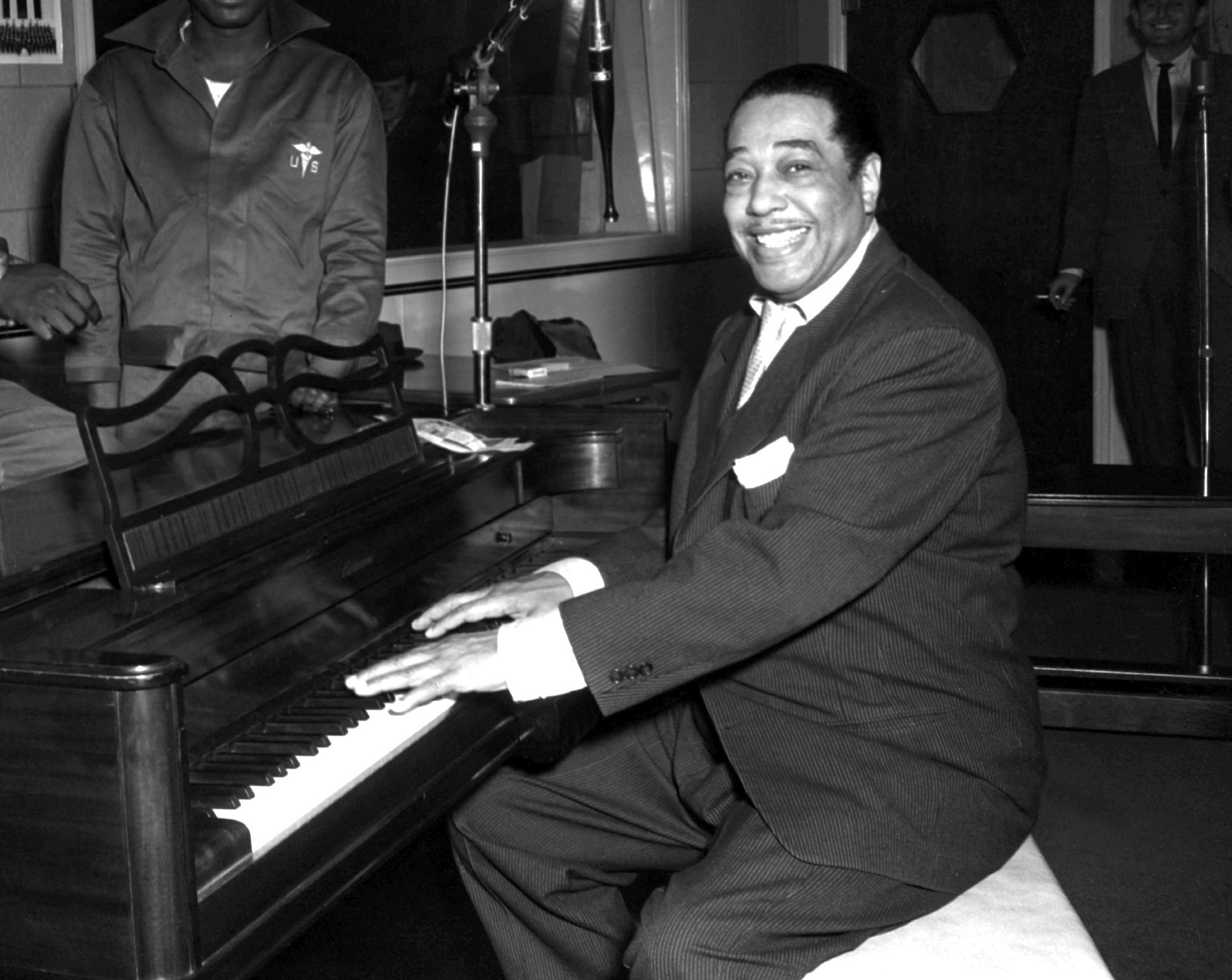
Duke Ellington
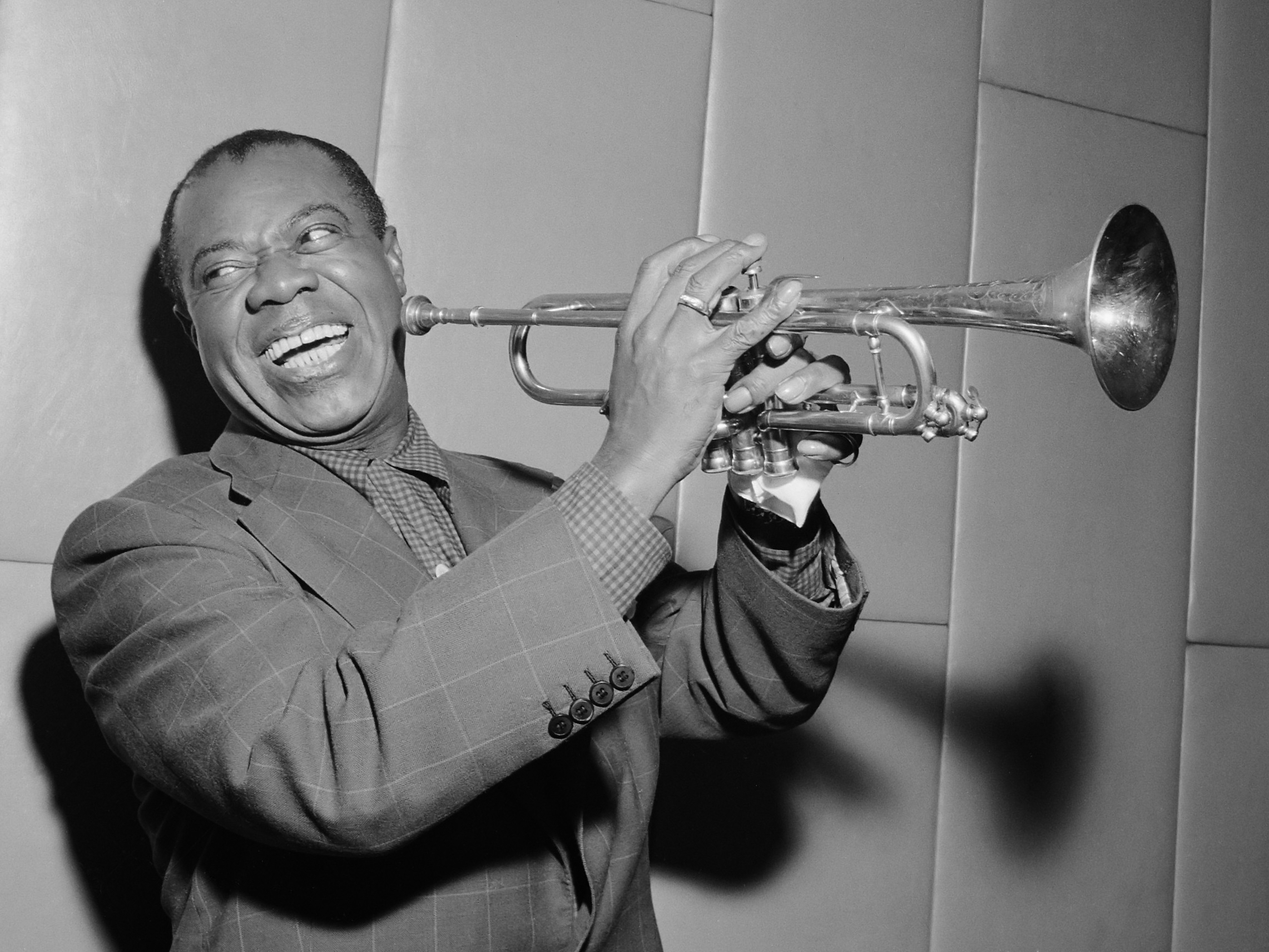
Louis Armstrong
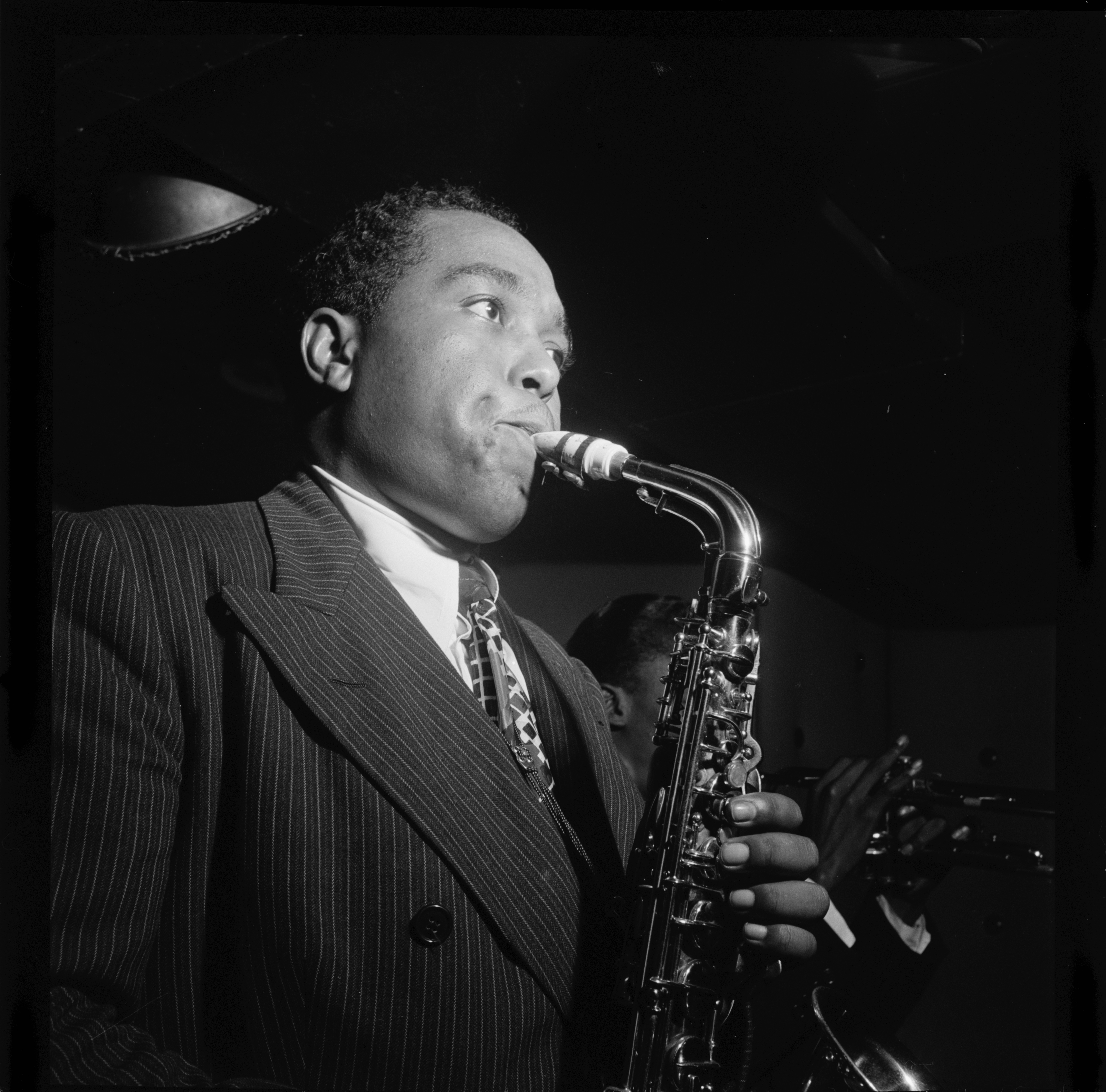
Charlie Parker

### Musée
Le musée est fondé en 2000, entre autres par la Fondation Culture du Palazzo Ducale de Gênes, la municipalité de Gênes, le célèbre Louisiana Jazz Club institutionnel de la ville (fondé en 1964), et par de nombreux passionnés et donateurs... Il est hébergé au rez-de-chaussée du Palazzo Ducale (palais des doges de Gênes, puis de la république de Gênes) un des principaux palais italiens historiques de la ville (plus grand centre culturel d’Italie de près de 38 000 m2).

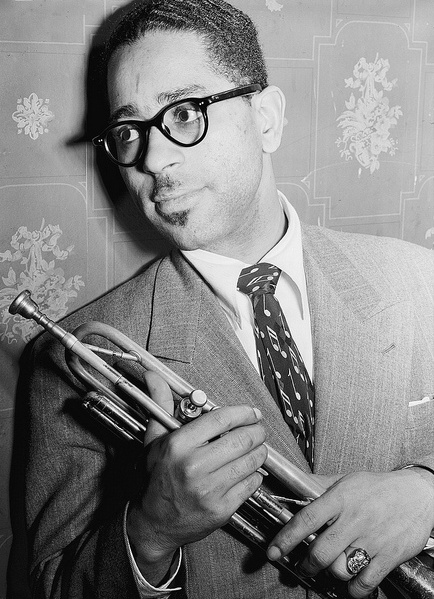
Dizzy Gillespie
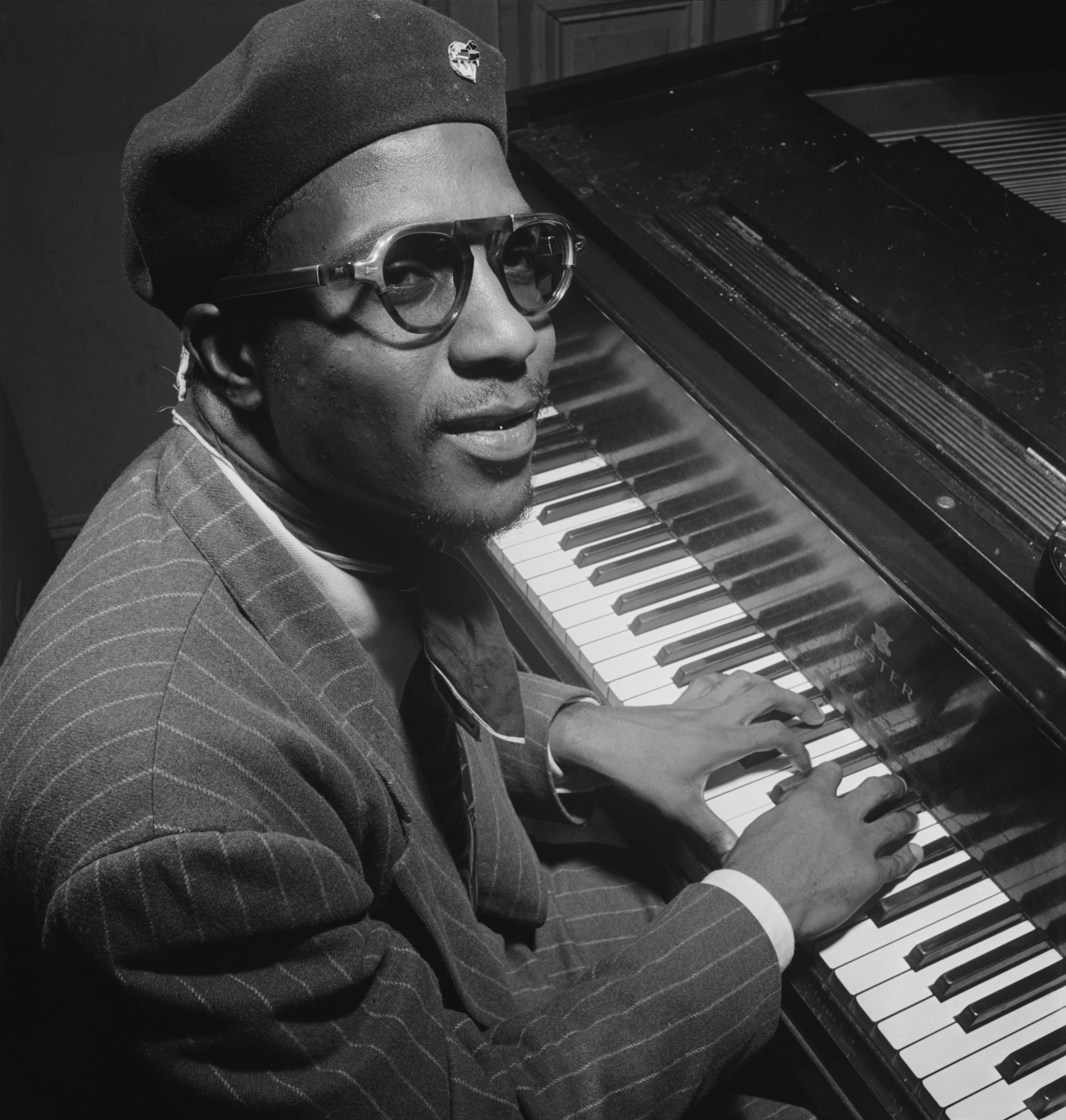
Thelonious Monk
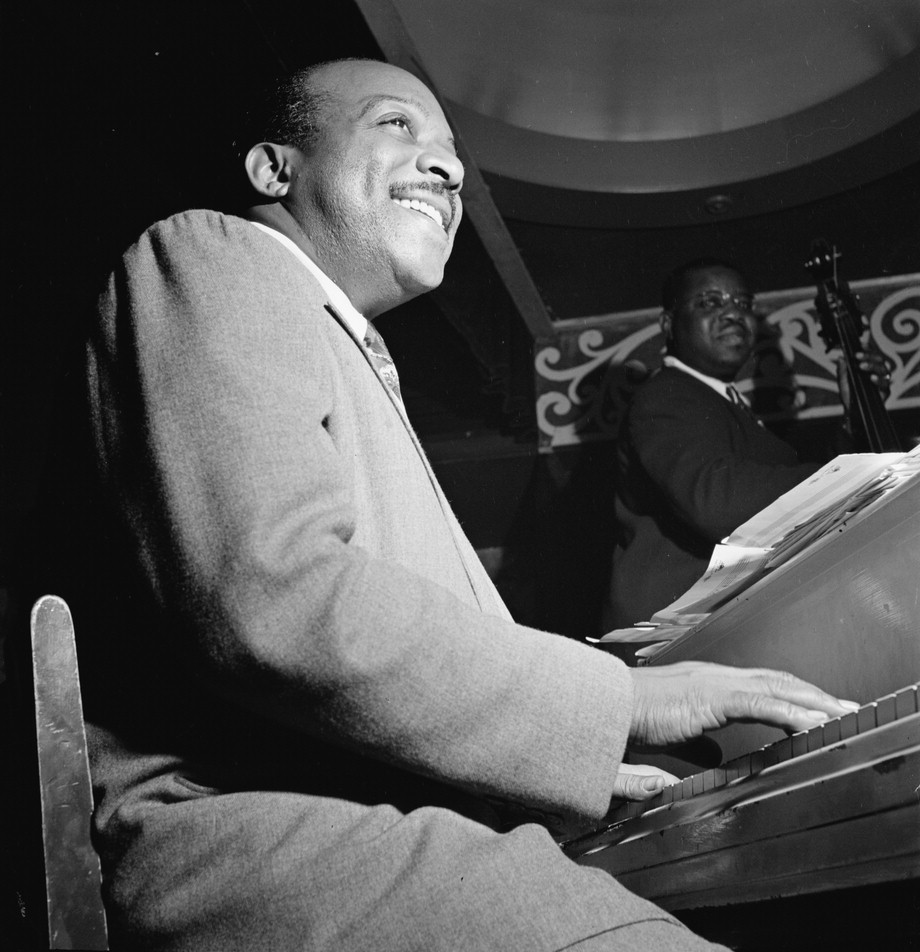
Count Basie
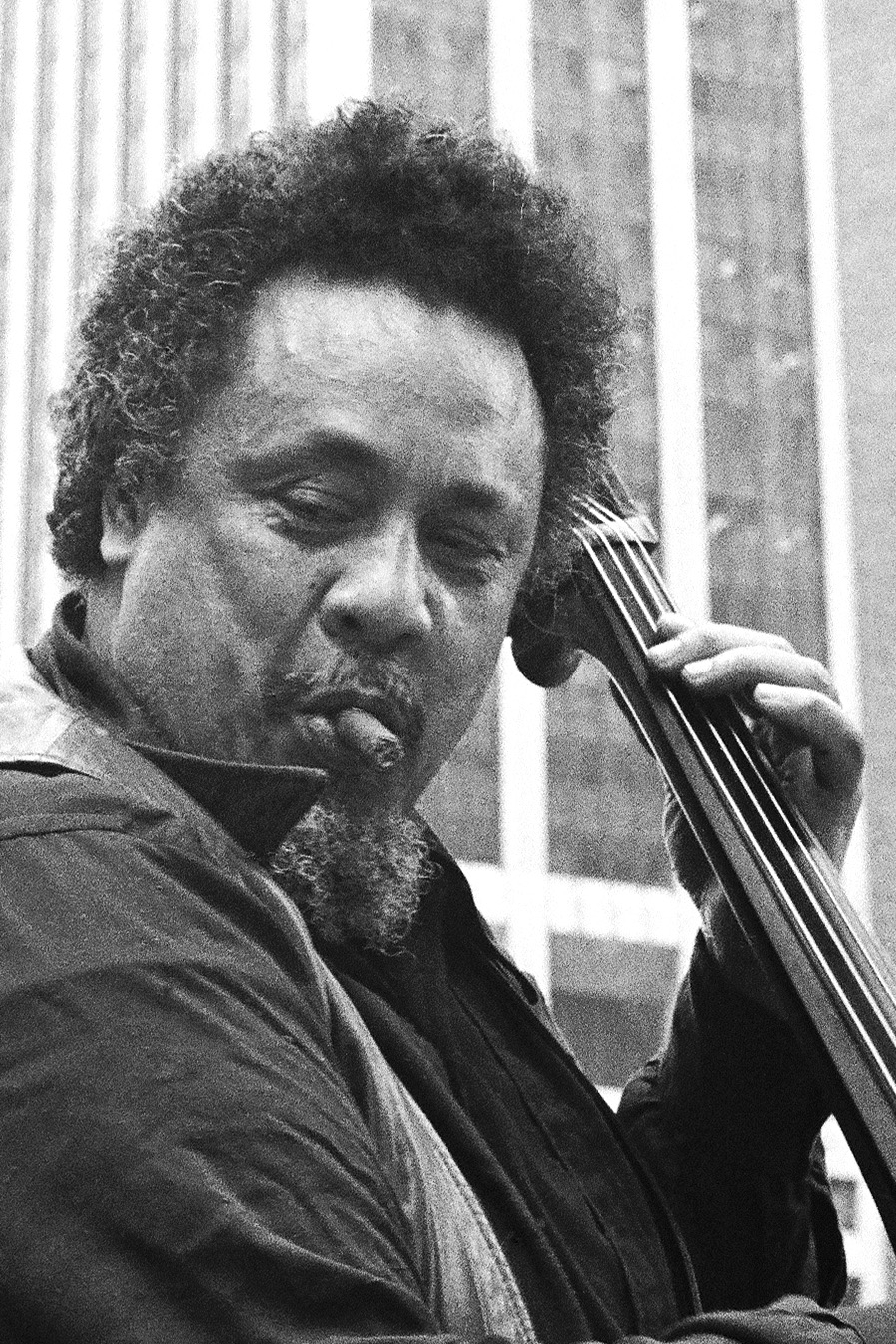
Charles Mingus
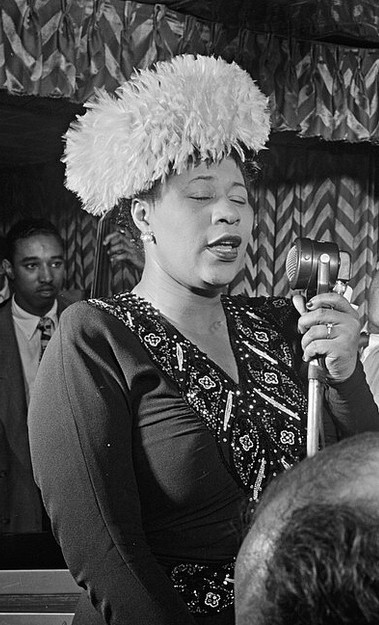
Ella Fitzgerald
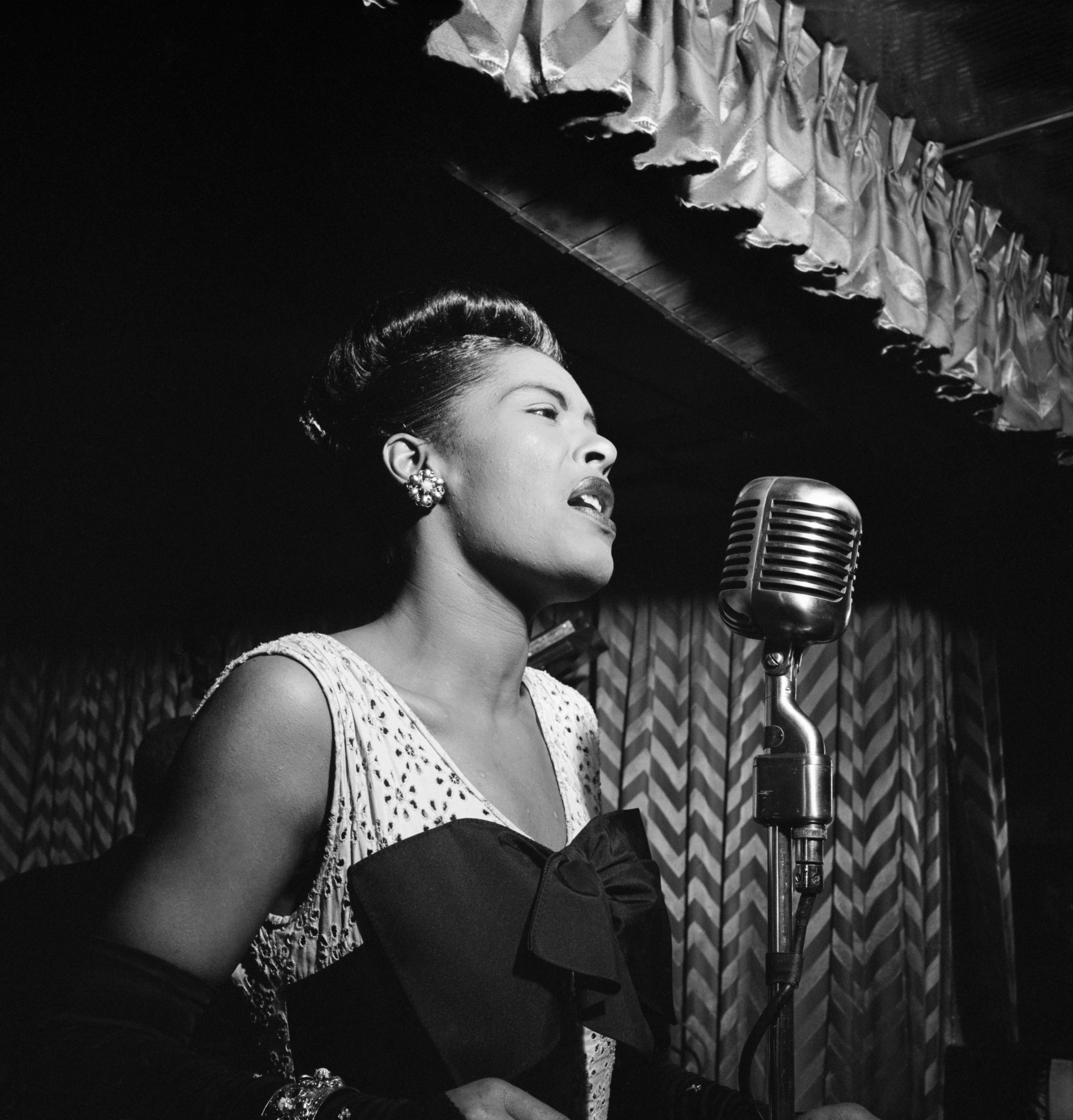
Billie Holiday

À la suite de nombreux dons de collections de passionnés, le musée possède une très importante collection de plus de trente mille disques vinyles, CD, bandes magnétiques, cassettes, vidéocassettes, films, concerts, enregistrements historiques, livres, documents, photographies, magazines, affiches..., des géants et légendes du jazz et du blues, dont Sidney Bechet, Duke Ellington, Billie Holiday, Louis Armstrong, Charlie Parker, John Coltrane, Benny Goodman, Thelonious Monk, Count Basie, Charles Mingus, Dizzy Gillespie, Nina Simone, Django Reinhardt, Sonny Rollins, Glenn Miller, Ella Fitzgerald, Ron Carter, Chet Baker, Ray Charles, Miles Davis...
Le musée organise également de nombreuses manifestations culturelles, conférences, expositions thématiques, concerts, cours de jazz... 

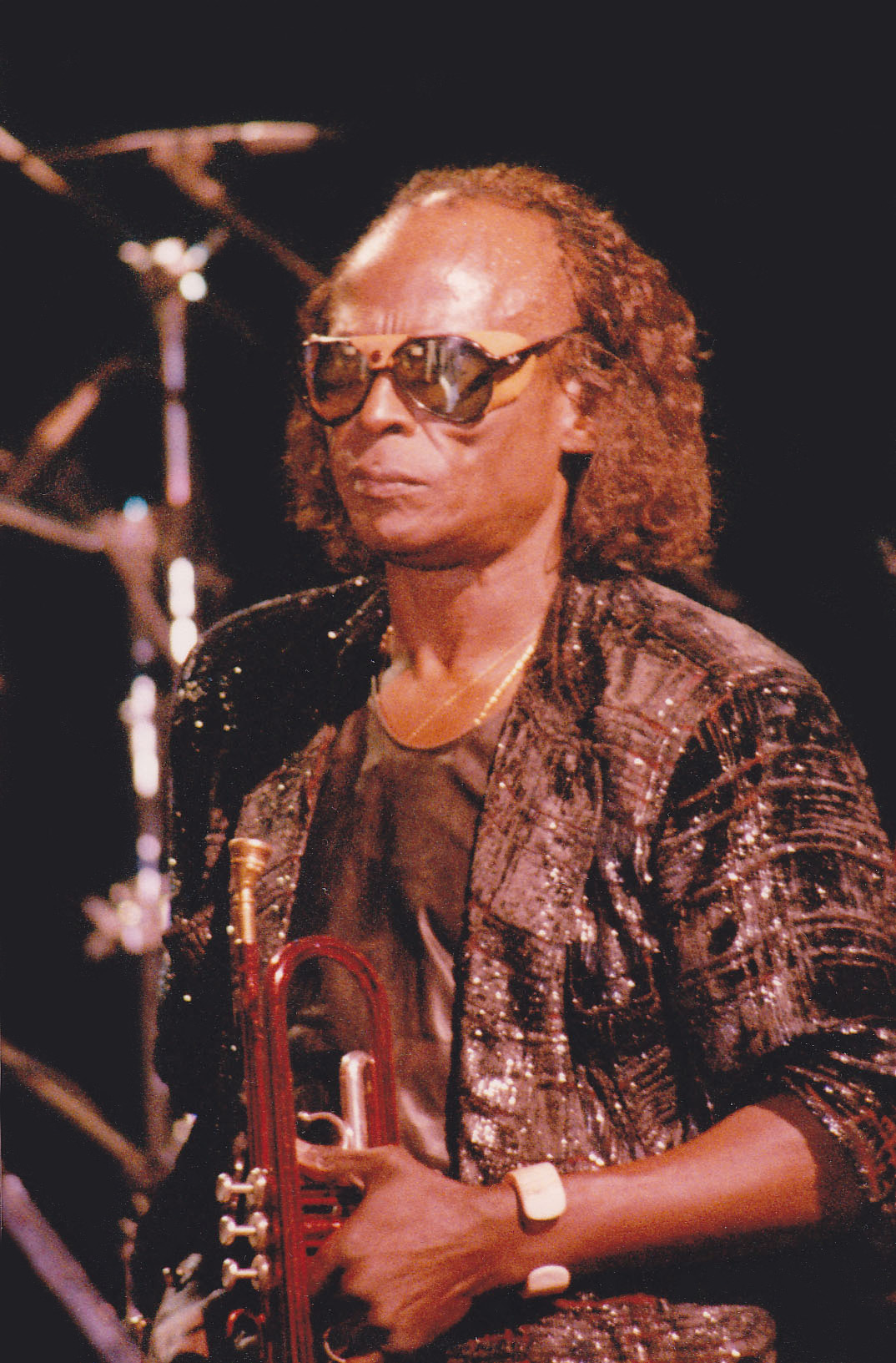
Miles Davis
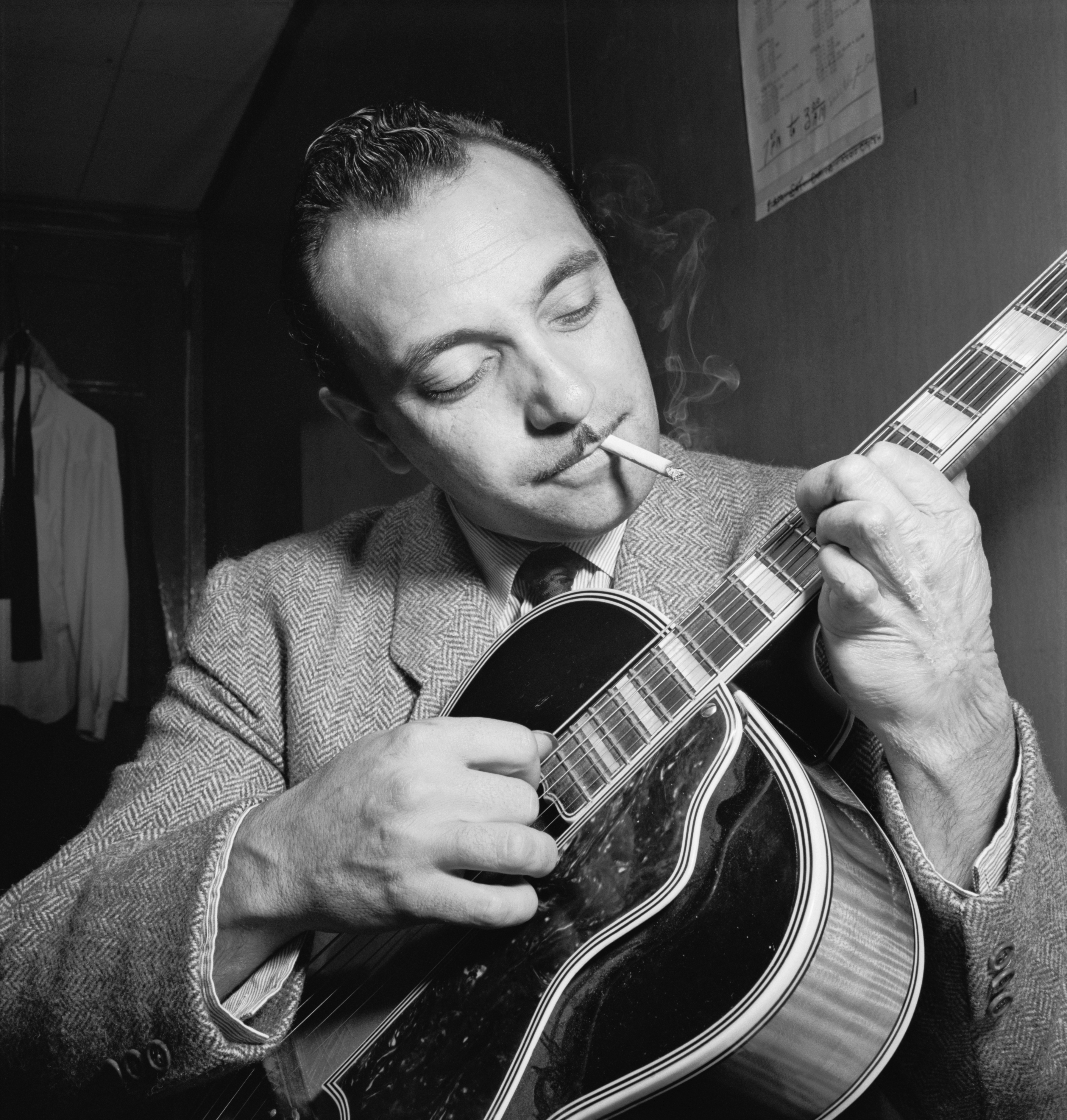
Django Reinhardt
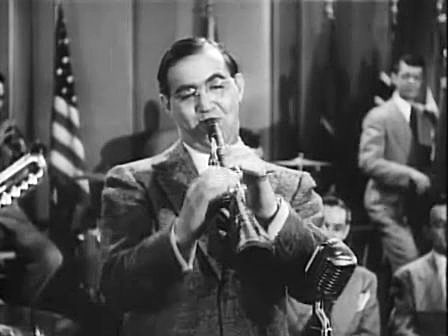
Benny Goodman
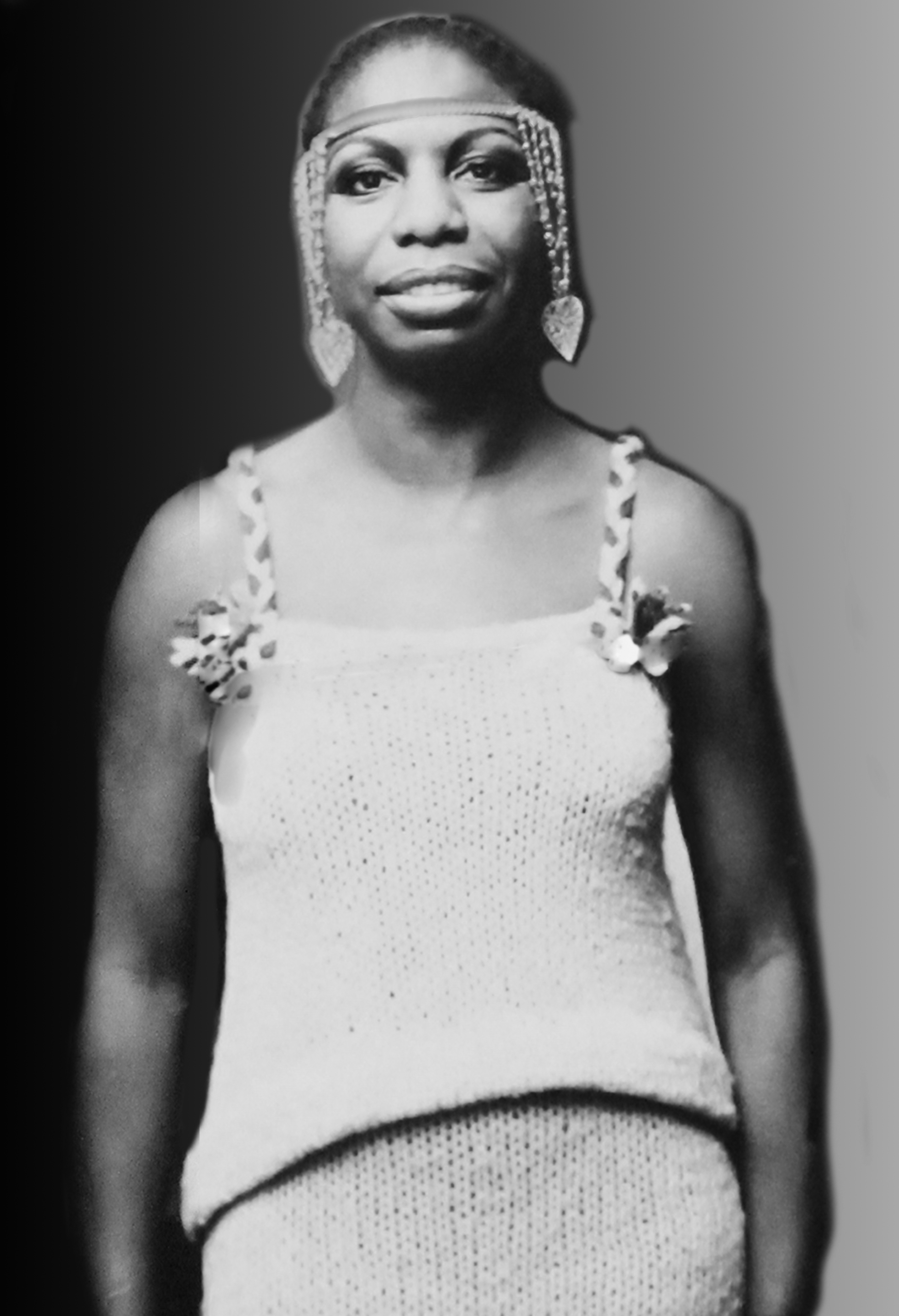
Nina Simone
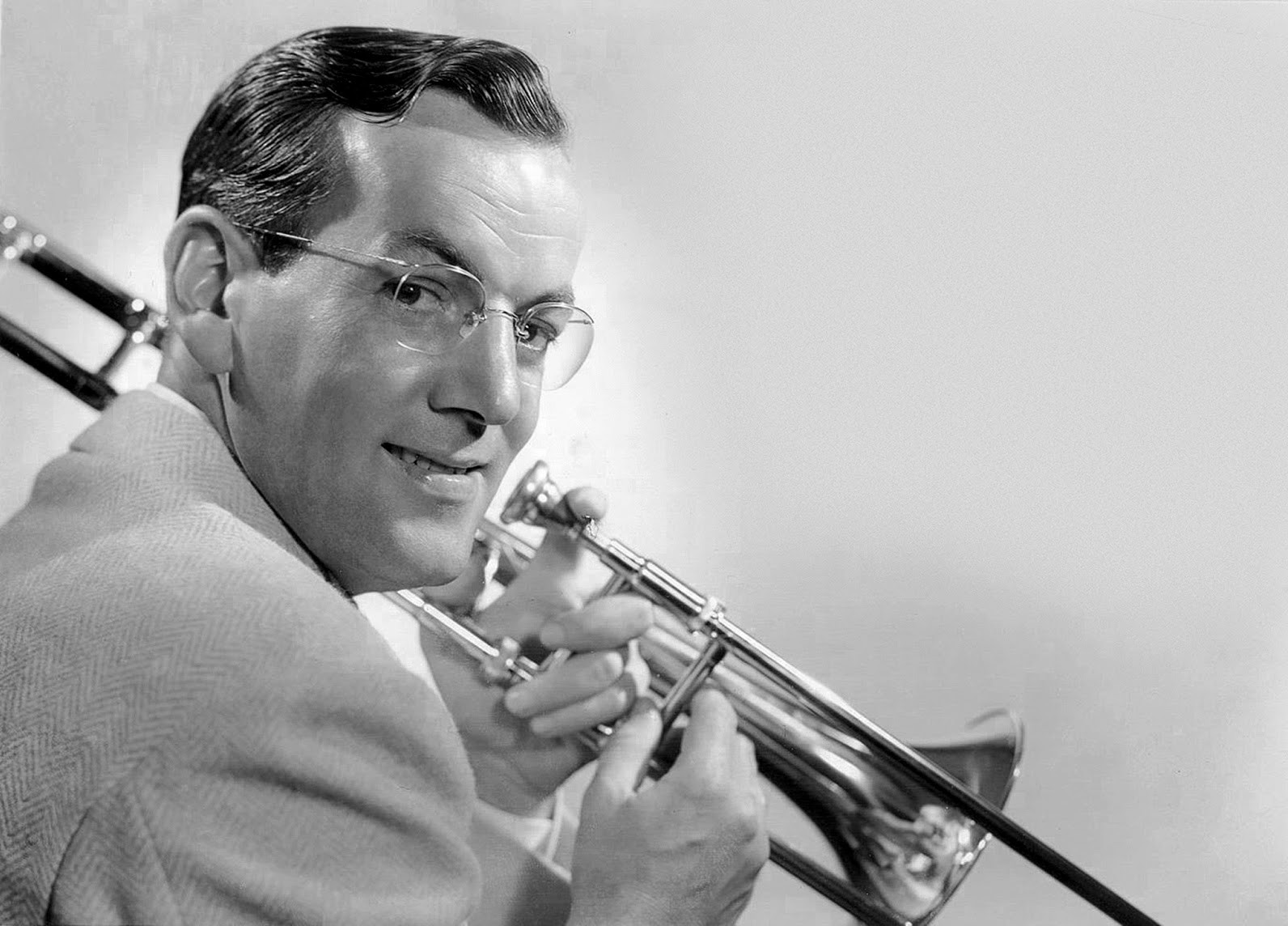
Glenn Miller
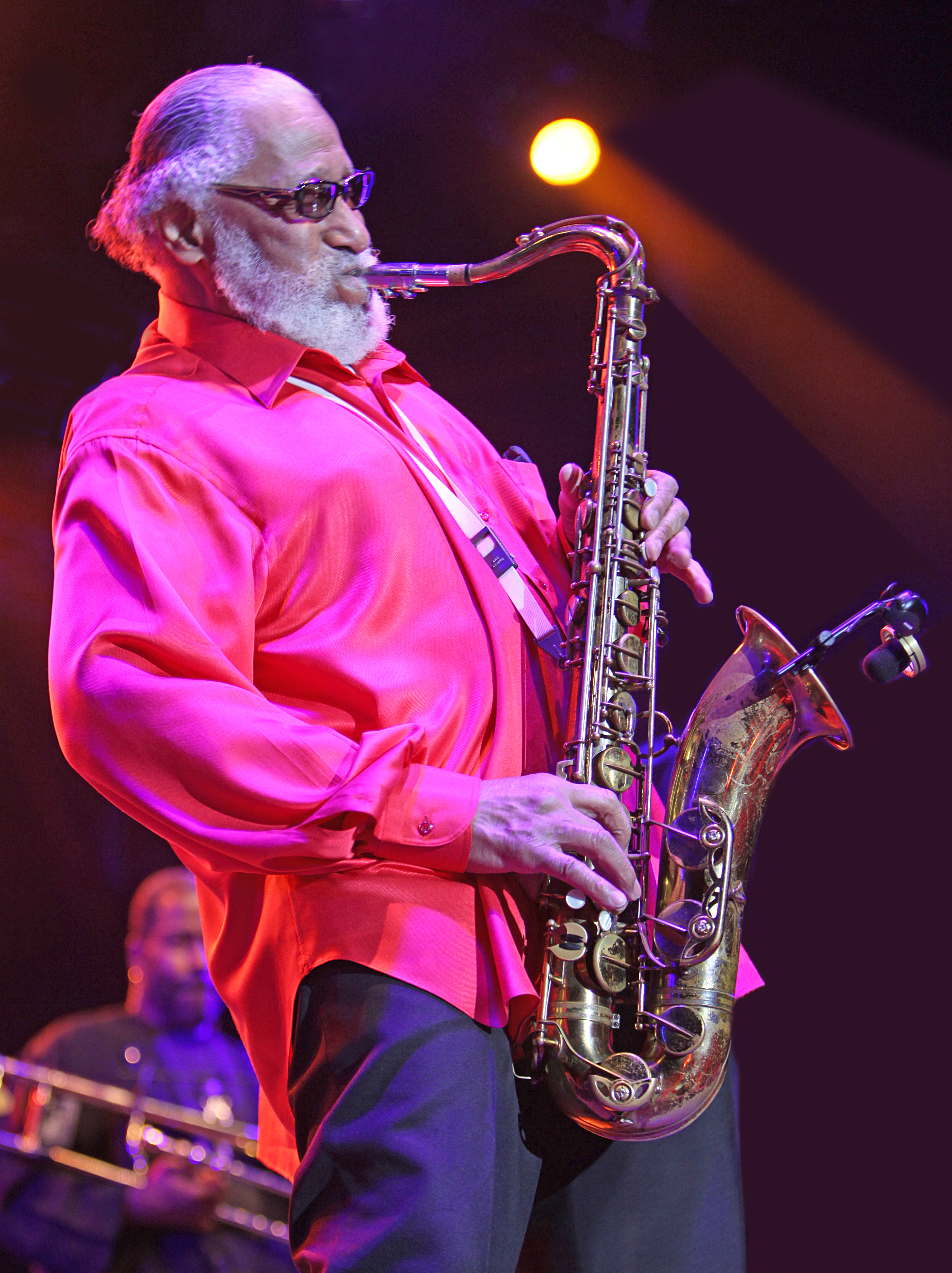
Sonny Rollins
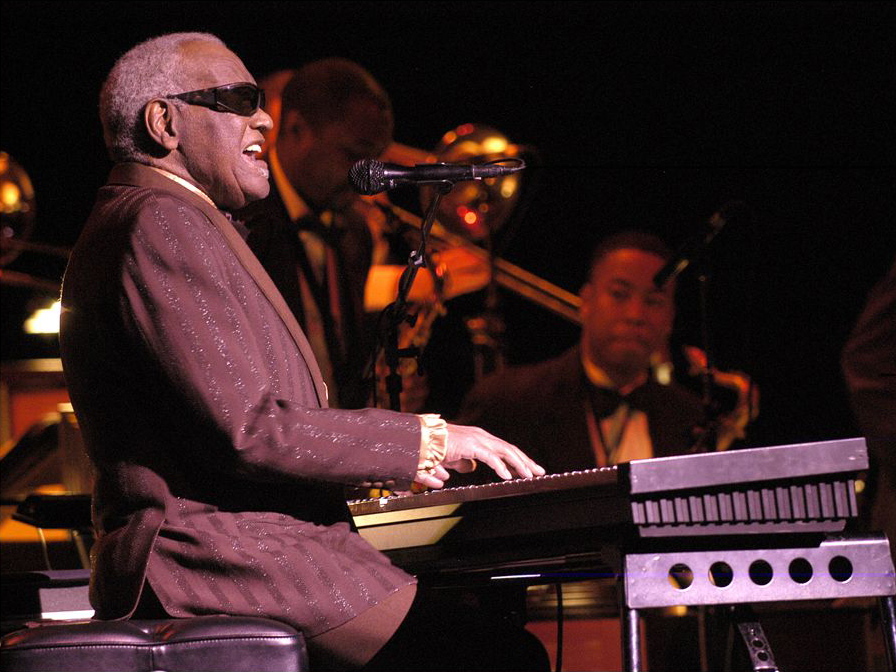
Ray Charles